# Kiryas Joel

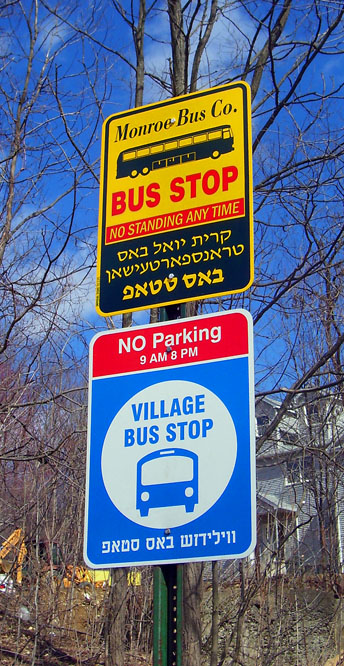
Un rètol bilingüe de parada de bus en anglès i ídix.

Kiryas Joel és una població dels Estats Units a l'estat de Nova York. Segons el cens del 2006 tenia 20.071 habitants. La gran majoria dels residents són jueus hassídics parlants d'ídix.

## Demografia
Segons el cens del 2000, Kiryas Joel tenia 13.138 habitants, 2.229 habitatges, i 2.137 famílies. La densitat de població era de 4.611,5 habitants/km².
Dels 2.229 habitatges en un 79,5% hi vivien nens de menys de 18 anys, en un 93,2% hi vivien parelles casades, en un 1,6% dones solteres, i en un 4,1% no eren unitats familiars. En el 2,8% dels habitatges hi vivien persones soles el 2,1% de les quals corresponia a persones de 65 anys o més que vivien soles. El nombre mitjà de persones vivint en cada habitatge era de 5,74 i el nombre mitjà de persones que vivien en cada família era de 5,84.
Per edats la població es repartia de la següent manera: un 57,5% tenia menys de 18 anys, un 17,2% entre 18 i 24, un 16,5% entre 25 i 44, un 7,2% de 45 a 60 i un 1,6% 65 anys o més.
L'edat mediana era de 15 anys. Per cada 100 dones de 18 o més anys hi havia 118 homes.
La renda mediana per habitatge era de 15.138 $ i la renda mediana per família de 15.372 $. Els homes tenien una renda mediana de 25.043 $ mentre que les dones 16.364 $. La renda per capita de la població era de 4.355 $. Entorn del 61,7% de les famílies i el 62,2% de la població estaven per davall del llindar de pobresa.

### Llengües
| Llengües (2010) !! Percent         |       |
| ---------------------------------- | ----- |
| Parla ídix a casa                  | 91,5% |
| Parla només anglès a casa          | 6,3%  |
| Parla hebreu a casa                | 2,3%  |
| Parla anglès "no molt bé" o "gens" | 46,0% |

### Pobresa
Diversos indicadors demogràfics il·lustren el caràcter hassídic de la població. Segons el cens del 2000, Kiryas Joel té de molt la mitjana d'edat més jove de tots els municipis dels Estats Units.
Els residents de Kiryas Joel, com els d'altres comunitats de jueus ortodoxos, solen tenir molts fills, cosa que afavoreix un ràpid creixement de la població.
Segons les dades del cens del 2008, Kiryas Joel era la població més pobra dels Estats Units. Més de dos terços dels residents vivien per sota del nivell oficial de pobresa del país, i el 40% rebia els cupons del subsidi alimentari federal. També és la població que té més residents descendents d'immigrants (segons la declaració dels mateixos interessats) d'Hongria.
Ara bé, el 2011 el diari New York Times publicà un reportatge on comentava que, malgrat aquest alt índex de pobresa, "No hi ha barraquisme ni gent sense llar. Ningú va mal vestit ni passa gana. El crim és pràcticament inexistent."

## Un lloc diferent
El poble observa estrictament els costums jueus, i el seu senyal de benvinguda (instal·led el 2010) demana als visitants una indumentària conservadora i que "mantinguin la separació de gèneres a tots els llocs públics".